# Федорова Анна Борисівна
А́нна Бори́сівна Фе́дорова (* 27 лютого 1990, Київ) — українська піаністка.

## Біографія
Анна Борисівна Федорова народилася в Києві 1990 року в сім'ї музикантів. Грі на фортепіано вчилася з п'ятирічного віку. Після закінчення Київської спеціалізованої музичної школи ім. М. В. Лисенка (клас професора Бориса Федорова) навчається у міжнародній академії Accademia Pianistica Internazionale «Incontri col Maestro» в Імолі, Італія (клас професора Леоніда Маргаріуса, учня Регіни Горовиць, рідної сестри Володимира Горовиця). Анна Федорова — переможець численних міжнародних конкурсів юних піаністів. З 14 років концертує в найпрестижніших залах світу — Concertgebouw в Амстердамі, De Doelen у Роттердамі, Ofunam у Мехіко та ін. Виступала з багатьма симфонічними оркестрами та музикантами різних країн, зокрема німецьким оркестром «Філармонія націй», Національним симфонічним оркестром Мексики, Національним симфонічним оркестром України та ін. У травні 2008 року Анна Федорова вперше представляла Україну на конкурсі класичного «Євробачення».

## Нагороди
Анна Федорова є лауреатом тринадцяти міжнародних конкурсів юних піаністів, серед яких:
- Конкурс «Пам'яті Артура Рубінштейна», Бидгощ, Польща, 2009 — I премія;
- International Keyboard Institute and Festival в Нью-Йорку, США (2007 та 2008) — нагорода Дороті Маккензі;
- Другий Тбіліський міжнародний конкурс юних піаністів (Грузія, 2005) — I премія, а також спеціальний приз «Найкращий піаніст конкурсу»;
- Четвертий Московський міжнародний конкурс молодих піаністів імені Шопена (м. Москва, 2004) — II премія і Спеціальний приз Інституту імені Шопена;
- Конкурс імені Шопена у Нарві (Естонія, 2004) — II премія та приз EMCY;
- Кошиці (Словаччина, 2003) — II премія;
- Ettlingen (Німеччина, 2000) — спеціальний приз;
- Konzerteum (Греція, 1998), I премія;
- Scopello Valsessia (Італія, 1998) — 1 премія.